# Plectrocnemia forcipata
Plectrocnemia forcipata är en nattsländeart som beskrevs av Schmid 1965. Plectrocnemia forcipata ingår i släktet Plectrocnemia och familjen fångstnätnattsländor. Inga underarter finns listade i Catalogue of Life.